# Вилагранде (Пезаро и Урбино)
Вилагранде (итал. Villagrande) је насеље у Италији у округу Пезаро и Урбино, региону Марке.
Према процени из 2011. у насељу је живело 1079 становника. Насеље се налази на надморској висини од 913 м.